# Periploma fragile
Periploma fragile är en musselart som först beskrevs av Henry Roland Totten 1835.  Periploma fragile ingår i släktet Periploma och familjen Periplomatidae. Inga underarter finns listade i Catalogue of Life.